# Notre-Dame-de-Bellecombe
Notre-Dame-de-Bellecombe ist eine französische Gemeinde mit 468 Einwohnern (Stand 1. Januar 2022) im Département Savoie in der Region Auvergne-Rhône-Alpes.  Sie gehört zum Kanton Ugine im Arrondissement Albertville.

## Geographie
Das kleine Bergdorf liegt in den Westalpen im Tal des Flusses Arly, etwa 53 Kilometer südöstlich der Stadt Genf und 52 Kilometer nordöstlich der zugehörigen Präfektur Chambéry (beides Luftlinie). Es befindet sich auf rund 1150 m auf einer Hangschulter des Berges Mont Reguet, ein ca. 1520 m hoher Berg am Rand des Massif du Beaufortain. Das Gemeindegebiet grenzt auf einer Länge von etwa 2 Kilometer direkt an den Arly, wo es an der Mündung des Nant Rouge mit 839 m seinen tiefsten Punkt hat. Von dort erstreckt es sich südostwärts bis weit in das Massif du Beaufortain und umfasst den 1767 m hohen Mont Rond und seine umgebenden Täler. Die östliche Grenze verläuft auf einem Bergkamm bestehend aus Crêt du Midi (1890 m), Ban Rouge (1983 m) und Mont de Vorès (2067 m).
Zur Gemeinde gehören außerdem mehrere Weiler und Siedlungen:
- les Biolles (1130 m), Neubausiedlung am Nordrand des Dorfkerns,
- Chelou (1250 m), Weiler an der D218b zum Col des Saisies,
- les Favrays (1300 m), Weiler an der D218b zum Col des Saisies,
- le Planay (1310 m), Weiler an der D218b zum Col des Saisies und zweite Talstation im Skigebiet von Notre-Dame-de-Bellecombe,
- le Crêt (1350 m) zwischen le Planay und dem Berg Crêt du Midi,
- le Plan Désert (1491 m), in einem Talkessel des Nant du Milieu und dritte Talstation im Skigebiet von Notre-Dame-de-Bellecombe,
- les Frasses (1458 m), Weiler an der D218b zum Col des Saisies.

Die Nachbargemeinden sind (von Norden beginnend im Uhrzeigersinn) Flumet, Praz-sur-Arly (im benachbarten Département Haute-Savoie), Hauteluce, Crest-Voland und Saint-Nicolas-la-Chapelle. Der Hauptort des Kantons Ugine liegt in rund 18 Kilometer Entfernung.

## Bevölkerung
Mit 468 Einwohnern (Stand 1. Januar 2022) gehört Notre-Dame-de-Bellecombe zu den kleinen Gemeinden Savoyens. Der in der zweiten Hälfte des 20. Jahrhunderts einsetzende Alpentourismus kehrte die abnehmende Tendenz in der Einwohnerzahl um, das Wachstum in den letzten Jahrzehnten war jedoch behutsam genug, um den Charakter eines Bergdorfes zu erhalten. Die Ortsbewohner von Notre-Dame-de-Bellecombe heißen auf Französisch Bellecombais(es).
| Jahr                       | 1800 | 1836 | 1866 | 1901 | 1921 | 1946 | 1962 | 1982 | 1990 | 1999 | 2006 | 2016 |
| Einwohner                  | 644  | 716  | 588  | 589  | 504  | 446  | 395  | 424  | 459  | 510  | 498  | 483  |
| Quellen: Cassini und INSEE |      |      |      |      |      |      |      |      |      |      |      |      |

## Geschichte

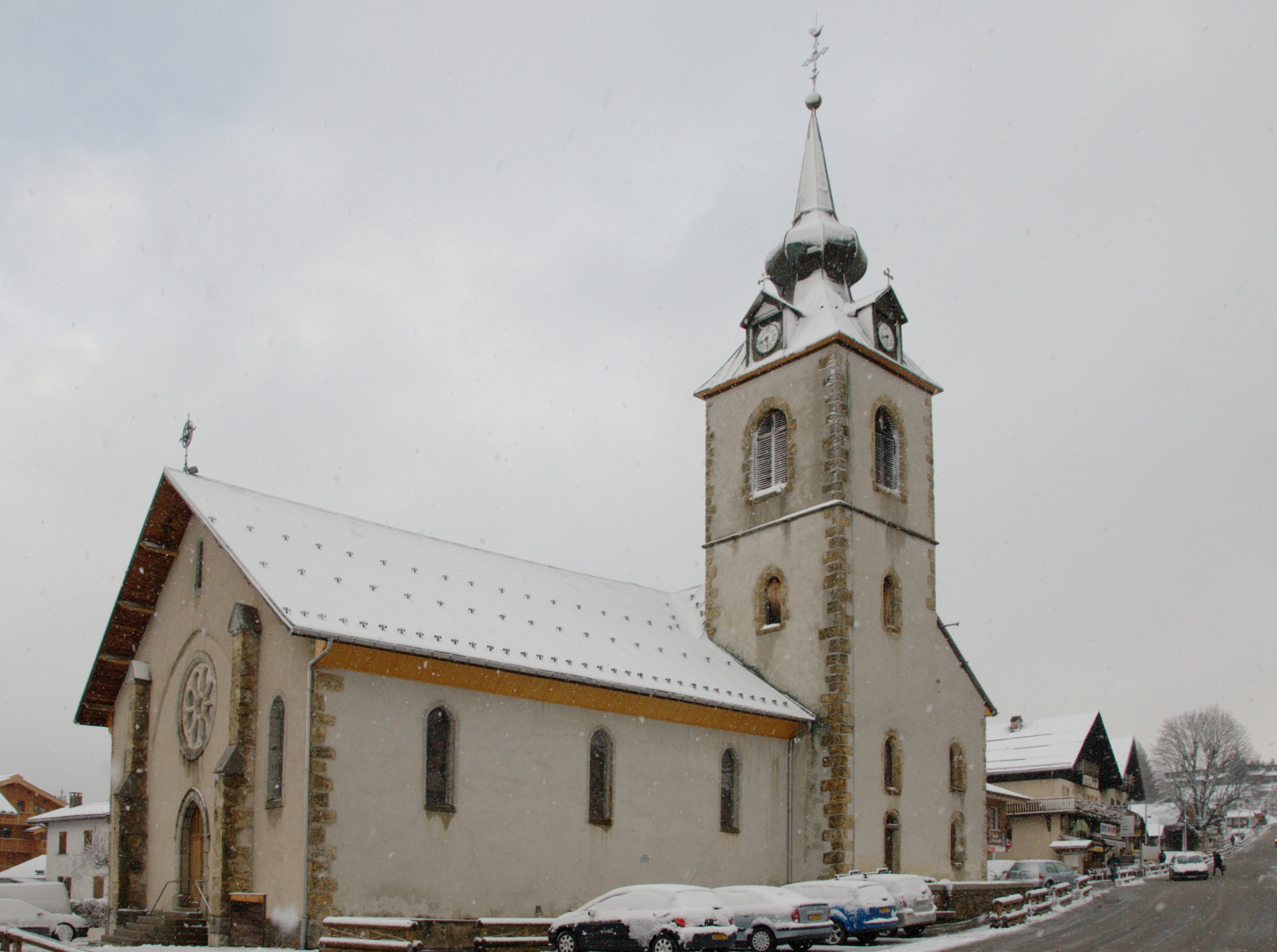
Die Pfarrkirche in Notre-Dame-de-Bellecombe.

Der Ortsbezeichnung beschreibt die Stelle einer Marienverehrung durch einen geographischen Zusatz, der sich aus den Wörtern belle und combe zusammensetzt und  so viel wie schönes Tal bedeutet. Das Wort combe spezifiziert auch noch im heutigen Französisch ein Tal als Erosionstal. Ähnlich wie in den Nachbargemeinden entstanden im Hochmittelalter einige der Weiler in Notre-Dame-de-Bellecombe, so zum Beispiel das 1195 erstmals erwähnte Les Frasses. Später teilte die Gemeinde die Geschichte Savoyens und wurde 1860 in den Kanton Ugine eingegliedert. Zwischen 1876 und 1886 wurde die heutige Pfarrkirche anstelle der Vorgängerin aus dem 14. Jahrhundert errichtet.
Die Funktion als Touristenort begann im Winter 1937/38 mit einer Schlittenseilbahn, die vom Hauptort Notre-Dame-de-Bellecombe den halben Weg auf den Mont Reguet hinaufführte. Sie wurde 1948 durch einen Stangenschlepplift ersetzt, der Ausbau zu einem Skiort mit mehreren Talstationen auf dem Gemeindegebiet erfolge jedoch erst in den 1970er Jahren. Als letzte Erweiterung entstand 2000 die Verbindung zum Nachbargebiet Les Saisies über den Sessellift Télésiège du Lac, so dass Notre-Dame-de-Bellecombe eine zentrale Position im 2005 gegründeten Wintersportgebiet Espace Diamant einnahm.
Die Lage an der Route des Grandes Alpes machte den Ort außerdem für den Radsport attraktiv, so führte die Tour de France 2010 durch den Ort.

## Wirtschaft und Infrastruktur
Mit zwei Hotels und einem Anteil Zweit- und Ferienwohnungen von 86 % (Stand 2009) ist die Wirtschaft in Notre-Dame-de-Bellecombe vor allem auf den Tourismus ausgerichtet. Obwohl die Landwirtschaft gerade im Sommer weiterhin stark das Ortsbild prägt, liegt die Anzahl landwirtschaftlicher Betriebe im regionalen Durchschnitt. Als wesentliches Produkt der Landwirtschaft werden regionale Käsesorten produziert, namentlich Reblochon und Beaufort, deren geschützte Ursprungsbezeichnungen sich im Tal des Arly überschneiden.

### Verkehr
Das obere Arly-Tal liegt abseits der regionalen Hauptverkehrsadern und Eisenbahnlinien. Durch das Tal und unterhalb des Dorfes verläuft die D1212 (ursprünglich Nationalstraße 212), die das nördlich gelegene Arve-Tal über Megève mit dem Isère-Tal und Albertville im Süden verbindet. Notre-Dame-de-Bellecombe ist über die D218b mit dieser Durchgangsstraße verbunden. Im weiteren Verlauf umrundet die D218b den Mont Rond und verlässt das Gemeindegebiet kurz vor dem Pass Col des Saisies.  Diese Straße bildet außerdem einen Abschnitt der rund 700 Kilometer langen Route des Grandes Alpes, die besonders bei Touristen und Radfahrern beliebt ist. Von ihr zweigt im Dorfkern die D71b ab und verbindet Notre-Dame-de-Bellecombe mit dem Nachbarort Crest-Voland.
Die nächstmöglichen Autobahnanschlüsse sind die A430 (Ausfahrt Albertville, 27 km entfernt) und die A40 (Ausfahrten Nr. 20 bis 22, rund 25 km entfernt). Der SNCF-Bahnhof Albertville ist geeignet, um Notre-Dame-de-Bellecombe mittels einer Busverbindung zu erreichen. Als Flughäfen in der Region kommen Genf (77 km), Chambéry-Savoie (86 km) sowie Lyon-St-Exupéry (160 km) in Frage.

### Bildung
In Notre-Dame-de-Bellecombe befindet sich eine staatliche école primaire (Grundschule mit eingegliederter Vorschule).

### Wintersportgebiet

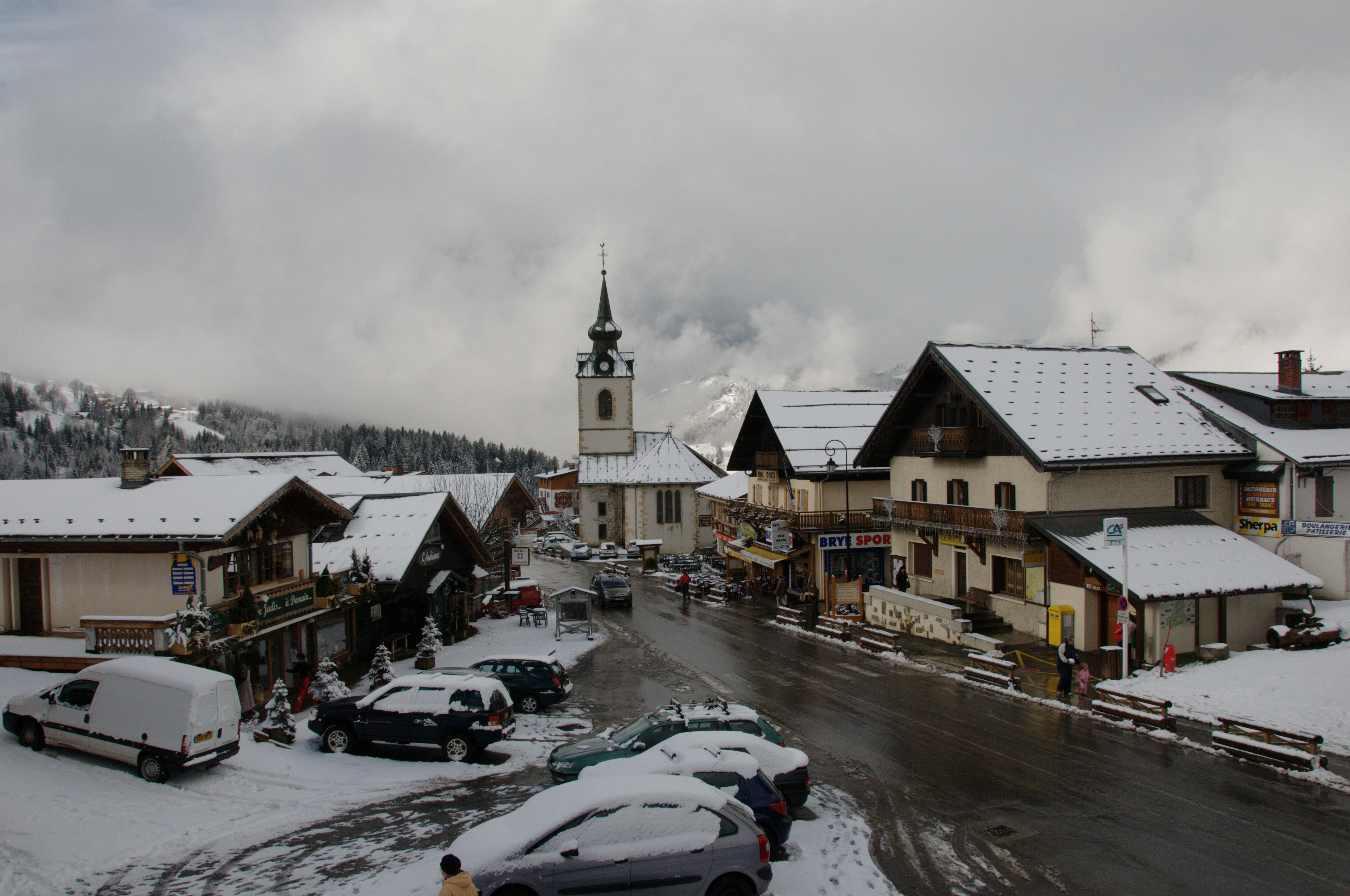
Zentrum von Notre-Dame-de-Bellecombe.

Das Wintersportgebiet von Notre-Dame-de-Bellecombe gliedert sich in mehrere Teile. Oberhalb des Dorfkerns erschließen Seilbahnen und Skipisten den Nordhang des Mont Reguet. Von dort aus sind die parallel verlaufenden Pisten oberhalb von Flumet und Praz-sur-Arly zugänglich. Weiterhin besteht eine Pisten- und Liftverbindung zur nächsthöheren Gipfelreihe, die sich zwischen dem Mont Rond und dem Mont de Vorès erstreckt und auf deren Nordseite mehrere Pisten verlaufen. Die Höhenlagen zwischen 1150 m und 2069 m geben dem Skigebiet einen ländlichen Charakter, da die Pisten durch Wälder, Bergwiesen und an Berghütten vorbei führen. Ein Teil der Pisten ist mit Schneekanonen ausgestattet. Die Pisten von Notre-Dame-de-Bellecombe sind zentraler Teil des Skigebiets Espace Diamant.

## Persönlichkeiten
- Jacqueline Rouvier (* 1949), französische Skirennläuferin 1967–1976, ist im Ort geboren;
- Catherine Quittet (* 1964), französische Skirennläuferin 1981–1990, wuchs im Ort auf und betreibt einen Skiverleih unter ihrem Namen.